# Марсель (телесериал)
«Марсе́ль» (фр. Marseille) — французский телесериал с Жераром Депардьё в главной роли, созданный Дэном Франком. Сериал является первым шоу сервиса Netflix, произведённым во Франции. Премьера сериала состоялась 5 мая 2016 года; также первые два эпизода были показаны на телеканале TF1.
6 июня 2016 года Netflix продлил сериал на второй сезон, который вышел 23 февраля 2018 года. Сериал был закрыт после второго сезона.

## Сюжет
Робер Таро (Жерар Депардьё) был мэром Марселя более двадцати лет. На очередных выборах у него появляется сильный соперник — бывший протеже Люка Баррес (Бенуа Мажимель).

## В ролях
- Жерар Депардьё — Робер Таро
- Бенуа Мажимель — Люка Баррес
- Жеральдин Пелас — Рашель Таро
- Стефани Колияр — Жулия Таро
- Надя Фаре — Ванесса д’Абранте

## Производство
Первый сезон из восьми эпизодов был заказан 10 июля 2015 года; премьера состоялась 5 мая 2016 года. Съёмки второго сезона стартовали 18 апреля 2017 года.